# Branka u Opavy
Branka u Opavy (en allemand : Branka) est une commune du district d'Opava, dans la région de Moravie-Silésie, en République tchèque. Sa population s'élevait à 1 076 habitants en 2021.

## Géographie
Branka u Opavy se trouve à 6 km au sud du centre d'Opava, à 29 km à l'ouest-nord-ouest d'Ostrava et à 245 km à l’est-sud-est de Prague.
La commune est limitée par Otice au nord-ouest, par Opava au nord-est, par Chvalíkovice à l'est, par Hradec nad Moravicí au sud, et par Uhlířov à l'ouest.

## Histoire
La première mention écrite de la localité date de 1257.

## Transports
Par la route, Branka u Opavy se trouve à 7 km d'Opava, à 43 km d'Ostrava et à 348 km de Prague.